# Primeira Crise de Marrocos

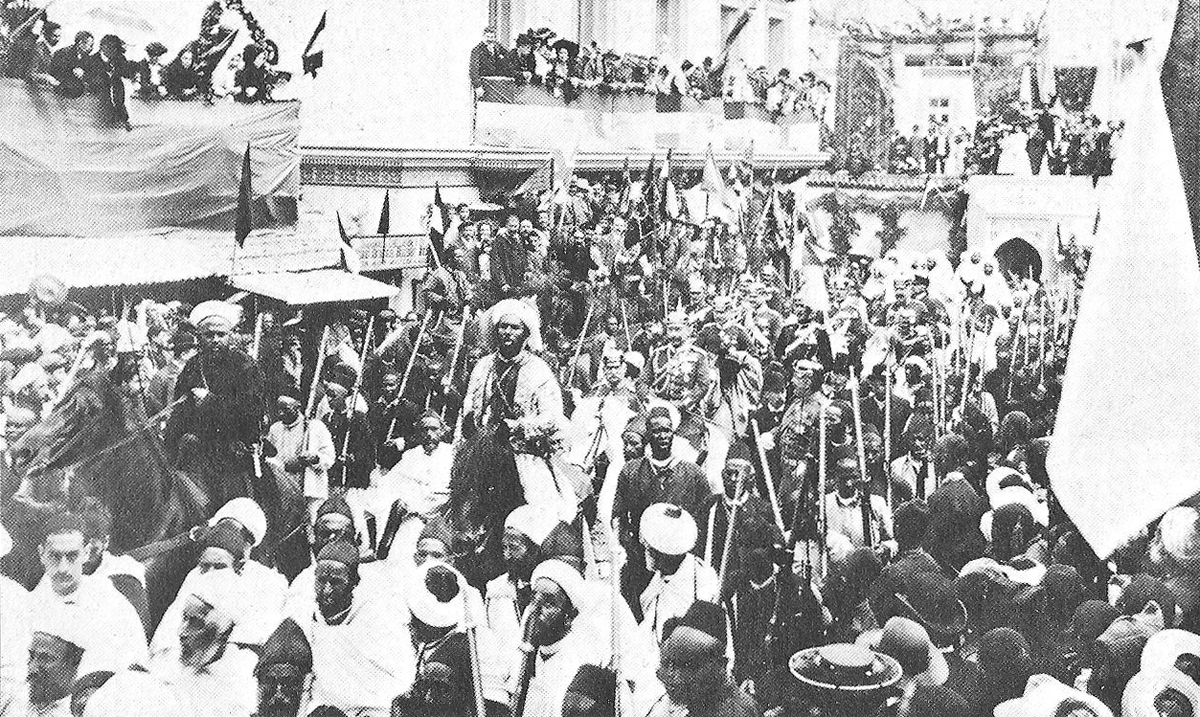
Kaiser Guilherme II da Alemanha em Tânger

A Primeira Crise de Marrocos ou Crise Marroquina de 1905-1906 ou Crise de Tânger foi uma crise internacional ocorrida entre março de 1905 e maio de 1906 pelo estatuto do Marrocos. A Alemanha tentou usar a questão da independência do Marrocos para aumentar os atritos entre a França e o Reino Unido, bem como para promover os interesses comerciais dos alemães no Marrocos. Conseguiram seu objetivo declarado de garantir a independência de Marrocos, mas falharam em atrair o apoio diplomático para as suas posições na conferência internacional resultante. A crise piorou as relações dos alemães com a França e o Reino Unido, e ajudou a garantir o sucesso da nova aliança anglo-francesa, a Entente Cordiale. O episódio tem sido apontado como uma das causas da Primeira Guerra Mundial.

## A Crise
Localizado no norte da África, em frente da Península Ibérica, o Marrocos era no final do século XIX um reino muçulmano autocrático, pobre e relativamente isolado. O país tinha uma grande importância estratégica para as potências europeias: situado ao sul do Estreito de Gibraltar (o norte do Estreito é dominado pela Espanha e pela Grã-Bretanha, que possui o pequeno enclave de Gibraltar), o Marrocos controla, potencialmente, a passagem do Oceano Atlântico para o Mar Mediterrâneo. Em 1880, as potências europeias participaram da Convenção de Madri, reconhecendo a independência marroquina e o livre-comércio no país. Entretanto, no início do século XX, o sultão Abdulazize I tentou implantar reformas modernizadoras e ocidentalizantes que geraram muito descontentamento, particularmente entre os líderes muçulmanos. As revoltas tribais juntaram-se à resistência contra as reformas e, em 1902-1903, o Marrocos mergulhou na guerra civil. A França aproveitou-se da situação e buscou assumir o controle do país depois de fazer acordos com a Espanha, a Itália e, principalmente, com a Grã-Bretanha. Em 1898, os franceses e britânicos estiveram a beira da guerra no que ficou conhecido como Incidente de Fachoda por causa da disputa pelo Egito e o Sudão, ocupados pela Grã-Bretanha. Em 1904, diante das oportunidades oferecidas pela fragilidade do Marrocos, França e Grã-Bretanha negociaram o histórico acordo da Entente Anglo-Francesa ou Entente Cordiale, que encerrou a antiga rivalidade colonial entre as duas potências; assim, a França reconheceu formalmente o domínio britânico sobre o Egito e o Sudão, e a Grã-Bretanha aceitou a preeminência francesa sobre o Marrocos.
O Kaiser alemão Guilherme II via nos acordos feitos pela França com o Reino Unido ou com a Espanha discriminação, visto que a Alemanha estava a ser excluída de também poder entrar e sair de Marrocos quando quisesse.
Aproveitando-se do enfraquecimento temporário da Rússia em razão da Revolução Russa de 1905 e de sua derrota na Guerra Russo-Japonesa (1904-1905), a Alemanha tentou enfraquecer a Entente Anglo-Francesa desafiando a penetração da França no Marrocos.
Em março de 1905, Guilherme II visitou a cidade marroquina de Tanger e fez um pronunciamento defendendo a soberania do país. O Kaiser foi ao Marrocos dizer ao sultão que este podia governar o seu país e foi igualmente dizer ao povo marroquino que este podia ser independente. Estes comentários em favor da independência de Marrocos criaram mal-estar nas relações diplomáticas entre a França e também entre o Reino Unido com a Alemanha. Por sua vez, o chanceler alemão, Bernhard von Bülow, exigiu uma conferência internacional para discutir a questão marroquina, acreditando que as potências apoiariam a independência do Marrocos, o que deixaria os franceses isolados e humilhados. No entanto, os planos alemães falharam. Na Conferência de Algeciras (1906), a independência marroquina foi confirmada, mas a França obteve o controle da polícia e do banco estatal do Marrocos, com apoio da Grã-Bretanha. A crise fortaleceu a aliança anglo-francesa e deixou a Alemanha, e não a França, humilhada e isolada.

## Consequência
Embora a Conferência de Algeciras tenha resolvido temporariamente a Primeira Crise Marroquina, ela apenas piorou as tensões entre a Tríplice Aliança e a Tríplice Entente que levaram à Primeira Guerra Mundial.
A Primeira Crise Marroquina também mostrou que a Entente Cordiale era forte, já que a Grã-Bretanha havia defendido a França na crise. A crise pode ser vista como uma razão para a Entente Anglo-Russa e o Pacto Anglo-Franco-Espanhol de Cartagena serem assinados no ano seguinte. O Kaiser Guilherme II estava furioso por ter sido humilhado e estava determinado a não recuar novamente, o que levou ao envolvimento alemão na Segunda Crise Marroquina.